# Macrodasys affinis
Macrodasys affinis is een buikharige uit de familie Macrodasyidae. Het dier komt uit het geslacht Macrodasys. Macrodasys affinis werd in 1936 voor het eerst wetenschappelijk beschreven door Remane. 